# Relações entre Arábia Saudita e Tunísia
As relações entre Arábia Saudita e Tunísia se referem às relações bilaterais entre a Arábia Saudita e a Tunísia.
Dois países compartilham bens comuns históricos, já que ambos são muçulmanos sunitas majoritários e suas heranças culturais árabes. Apesar disso, a Arábia Saudita e a Tunísia, no entanto, têm diferenças políticas. A Arábia Saudita é um reino conservador, enquanto a Tunísia é uma república liberal. No entanto, dois países se engajaram em cooperações maiores para exercer influência saudita.
A Arábia Saudita tem uma embaixada em Tunes, enquanto a Tunísia mantém uma embaixada em Riade e um consulado em Jeddah.

## História
A conquista árabe no século VII trouxe a Tunísia para uma esfera islâmica. Uma mesquita, considerada o terceiro lugar mais sagrado do mundo islâmico, a Grande Mesquita de Cairuão foi construída na Tunísia.

## Relações modernas

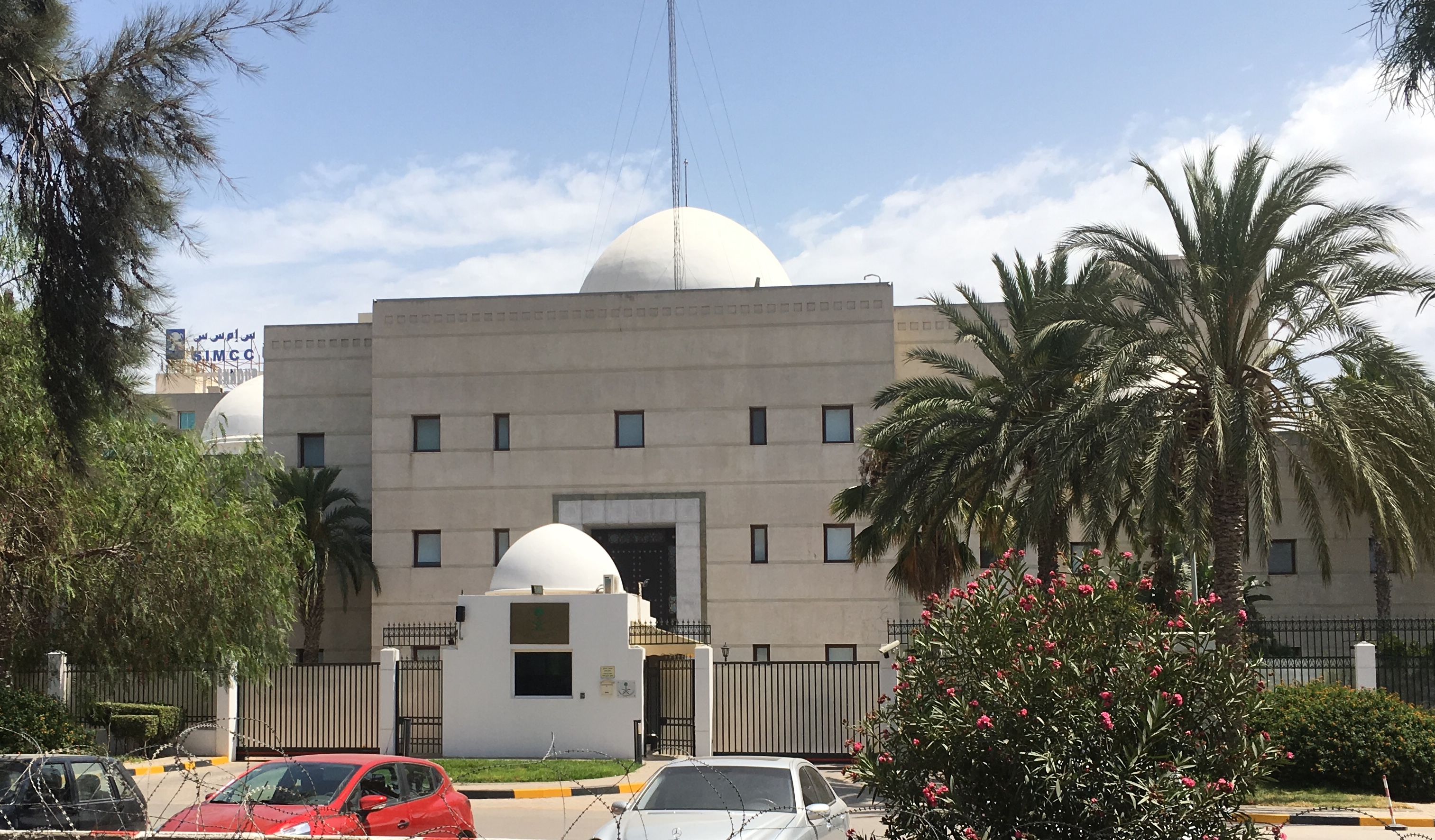
Embaixada da Arábia Saudita na Tunísia

As duas nações aumentaram uma cooperação significativa desde a independência da Tunísia da França. O Reino Saudita tentou aumentar sua doutrina islâmica na Tunísia por vários anos recentemente.
Após a Revolução Tunisiana em 2011, que derrubou o presidente Zine El Abidine Ben Ali, a Arábia Saudita concedeu asilo a Zine Ben Ali, que é amigo de longa data dos sauditas, enquanto apoia a Tunísia em seu caminho de recuperação. No entanto, o novo governo tunisino mostrou-se infeliz com a decisão da Arábia Saudita de conceder asilo a Ben Ali e exigiu que o governo saudita extradite de volta à Tunísia para julgamento.
Porém, as relações da Tunísia com a Arábia Saudita começaram a ficar tensas com a ascensão de Mohammad bin Salman como príncipe herdeiro saudita, pois a Arábia Saudita era hostil à Primavera Árabe, que começou na Tunísia. Em novembro de 2018, em uma viagem à Tunísia, Mohammed Bin Salman foi recebido por protestos de moradores após o assassinato de Jamal Khashoggi.
Em 2019, no âmbito da cúpula da Liga Árabe, o rei Salman da Arábia Saudita visitou a Tunísia como resposta ao convite do presidente Béji Caïd Essebsi.